# فينلو
فينلو Venlo  بلدية بمقاطعة ليمبورخ، هولندا. وتعتبر المدينة التجارية الأولى للمواد الكحولية بين هولندا وألمانيا.

## طوبوغرافيا
خريطة طوبوغرافية هولندية لبلدية فينلو، ديسمبر 2015، (تقرأ بعد ثلاث نقرات على الخريطة)

## توأمة
لفينلو اتفاقيات توأمة مع كل من:
- كلاغنفورت
- كريفلد
- غوريتسيا

## أعلام
- باول كوكس
- مايكو جيريتسن
- فرانز باير
- ريك فيربيك
- لوت فيربيك
- خيرت فيلدرز
- فرانس ولترز